# Joe Lewis (Fußballspieler)
Joseph Peter „Joe“ Lewis (* 6. Oktober 1987 in Broome) ist ein englischer Fußballtorwart, der zuletzt beim FC Aberdeen unter Vertrag stand.

## Vereinskarriere

### Anfänge bei Norwich City
Joe Lewis wurde im Alter von acht Jahren bei einem Turnier von Norwich City entdeckt. Am 27. September 2003 stand er erstmals im Profikader der Canaries, als er im Heimspiel gegen Crystal Palace die Position des Ersatztorhüters bekleidete und im Alter von 15 Jahren und 356 Tagen den jüngsten Spieler aller Zeiten im Profikader bei Norwich City stellte. Als jüngster Spieler, der jemals ein Pflichtspiel für Norwich absolvierte, hält sein damaliger Teamkollege Ryan Jarvis den Rekord. Der Offensivspieler bestritt sein Ligadebüt im Alter von 16 Jahren und 282 Tagen. Dem damals hauptsächlich noch in der vereinseigenen Jugendakademie aktiven Lewis blieb ein Einsatz in einer Profiliga vorerst verwehrt. Im Sommer 2004 schloss er seine Ausbildung an der Bungay High School ab. Im November 2004 unterzeichnete er seinen ersten Profivertrag, dessen Laufzeit bis Ende Juni 2007 befristet Gültigkeit besaß.
In den Spielzeiten 2004/05 und 2005/06, in denen Norwich nach einem Abstieg aus der Premier League nun in der zweithöchsten Spielklasse antrat, wurde Lewis regelmäßig als Ersatztorhüter nominiert, jedoch nicht in einem Pflichtspiel eingesetzt. Im Juni 2006 gab der damalige Cheftrainer Nigel Worthington bekannt, dass er den Torhüter für die folgende Spielzeit verleihen möchte, um ihm regelmäßige Spielpraxis bei einem Profiteam zu ermöglichen. Im November 2006 absolvierte er ein Probetraining beim FC Bury. Cheftrainer Chris Caspers bemühte sich um einen Ersatz auf der Torhüterposition, um den von Manchester City geliehenen Torwart Kasper Schmeichel nach dessen Rückkehr zu den Citizens zu ersetzen. Nachdem Lewis eine Partie für die Reservemannschaft des FC Bury absolviert hatte, kam der Leihvertrag jedoch nicht zustande.

### Leihgeschäfte mit Stockport County und dem FC Morecambe
Am 22. März 2007 kam ein Leihgeschäft mit Stockport County zustande, bei dessen Verein zeitgleich auch der Waliser Wayne Hennessey auf Leihbasis spielte. Am 9. April 2007 gab Lewis sein Profidebüt in der vierthöchsten englischen Liga, der Football League Two, als er im Heimspiel gegen Chester City die komplette Spieldauer im Tor der Hatters stand und die Partie ohne Gegentreffer beendete. Bei seinen insgesamt fünf Einsätzen musste der Schlussmann vier Gegentore hinnehmen, drei Partien überstand er ohne Gegentreffer.
Im Mai 2007 unterzeichnete er einen neuen, auf drei Jahre befristeten, Vertrag bei Norwich City. Am 8. August 2007 einigte er sich mit dem FC Morecambe auf einen Wechsel auf Leihbasis. Der Torhüter unterzeichnete einen bis Ende Dezember gültigen Leihvertrag bei den Shrimps. Drei Tage später absolvierte der Torwart im Heimspiel gegen den FC Barnet sein erstes Ligaspiel für Morecambe und sicherte dem Team beim torlosen Unentschieden einen Punkt. Im Dezember, kurz vor Ablauf der Leihfrist, bemühte sich der Cheftrainer des FC Morecambe Sammy McIlroy um eine Verlängerung des Leihgeschäfts bis zum Saisonende. Da Norwich mit Verletzungsproblemen zu kämpfen hatte, wurde Lewis zur festgelegten Frist zurückbeordert.

### Unterschrift und Transferrekord bei Peterborough United
Kurz nach seiner Rückkehr zu seinem Stammverein entschied sich der Torhüter den Zweitligisten zu verlassen und einen auf viereinhalb Jahre befristeten Vertrag bei Peterborough United zu unterzeichnen. Beim damaligen Viertligisten sorgte Lewis durch seine Verpflichtung, die sich der Verein rund 400.000 Pfund kosten ließ, für einen neuen Transferrekord. Der teuerste Erwerb der Vereinsgeschichte zählte gemäß Cheftrainer Darren Ferguson zu den „vielversprechendsten Torhütern des Landes“.
Nach der Saison 2007/08 gelang ihm mit den Posh als Zweitplatzierter hinter den Milton Keynes Dons der direkte Aufstieg in die Football League One. Auch die Spielzeit 2008/09 war erfolgreich geprägt, als Lewis seinen Stammplatz im Tor verteidigen konnte und mit Peterborough den zweiten Aufstieg in Folge realisierte. Als Tabellenzweiter hinter Leicester City gelang dem Team der Aufstieg in die Football League Championship. Nach nur einer Saison in der zweithöchsten Spielklasse folgte jedoch wieder ein Rückschlag und der Abstieg in die League One. Als Tabellenletzter mit 34 Zählern und insgesamt 80 Gegentoren fiel die Mannschaft deutlich hinter den Nichtabstiegsplätzen zurück, dessen rettendes Ufer Crystal Palace mit 49 Punkten belegte.

## Nationalmannschaft
Für die englische U-21-Nationalmannschaft absolvierte Lewis insgesamt fünf Länderspiele. Seine erste Partie absolvierte er am 15. Mai 2008 gegen Wales, seinen fünften Einsatz bestritt der Torhüter am 22. Juni 2009 gegen Deutschland. Insgesamt verbuchte er drei Siege in der U-21-Auswahl und beendete zwei Partien mit einem Unentschieden. Am 24. Mai 2008 wurde er vom englischen Nationaltrainer Fabio Capello überraschend in die Nationalelf für ein Freundschaftsspiel gegen die Vereinigten Staaten berufen, nachdem der Ersatztorhüter Chris Kirkland aufgrund einer Verletzung ausgefallen war.
Außerdem war er auch in der U-15, U-16 und U-17-Auswahl seines Heimatlandes aktiv.